# 南條史生

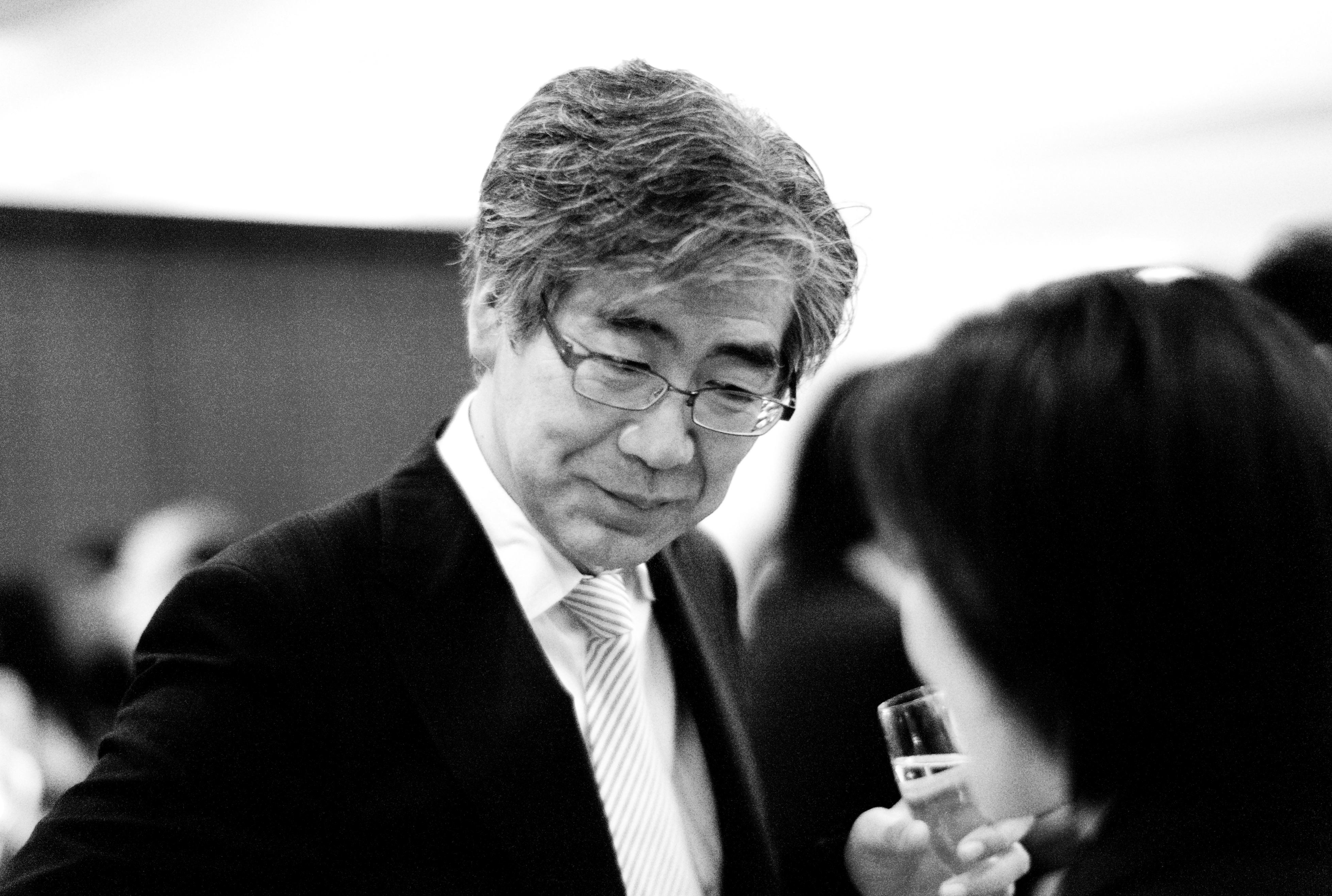
南條史生（2007年撮影）

南條 史生（なんじょう ふみお、1949年4月21日 - ）は、日本の美術評論家、キュレーター。東京都出身。森美術館特別顧問。アーツ前橋特別館長。

## 経歴
1949年、東京都生まれ。慶應義塾普通部、慶應義塾高等学校を経て、1972年に慶應義塾大学経済学部を卒業。三井銀行に入行するも、1年後に退職。1976年、慶應義塾大学文学部哲学科美学美術史学専攻卒業。
国際交流基金勤務（1978年～1986年）、ICAナゴヤ・ディレクター（1986年～1990年）、ナンジョウアンドアソシエイツ（現：エヌ・アンド・エー株式会社）（1990年～2002年）を経て、2002年4月森美術館副館長。2006年11月同館長就任（2019年12月末で特別顧問に退く）。また建築の展覧会、医学と芸術などの独自のヴィジョンを持った展覧会に興味を持つ。
これまでに、第47回ヴェネツィア・ビエンナーレ日本館コミッショナー（1997年）、台北ビエンナーレコミッショナー（1998年）、ターナー賞審査委員(1998年)、横浜トリエンナーレ2001(第1回)アーティスティック・ディレクター（2001年）、第51回ヴェネツィア・ビエンナーレ金獅子賞審査委員（2005年）、第1回、第2回シンガポール・ビエンナーレアーティスティック・ディレクター（2006年、2008年）等を歴任した。また近年では、KENPOKU ART 2016 茨城県北芸術祭 ディレクター、ホノルル・ビエンナーレ2017 キュレトリアルディレクターに指名された。
2016年、フランス芸術文化勲章オフィシエを受章、2022年、文化庁長官表彰。
AICA（国際美術評論家連盟）副会長、 CIMAM（国際美術館会議）理事ほか、各種財団・基金等の選考委員、審査委員、等を歴任した。自治体等によるアーティスト・イン・レジデンスプロジェクトへのアドバイザーとしても活動している。慶應義塾大学アート・センター訪問所員。
横浜の再開発地区ゆめおおおかのパブリックアートのディレクションも手掛けた。
自他共に認めるカメラ好きで、使用中のカメラはキヤノン、ニコン、コニカ、リコー等のほかライカM9を愛用する。

## 著書
- 『美術から都市へ―インディペンデント・キュレーター15年の軌跡』（鹿島出版会、1997年）ISBN 978-4306072091
- 『疾走するアジア―現代アートの今を見る』（美術年鑑社、2010年）ISBN 978-4892101830
- 『アートを生きる』（角川書店、2012年）ISBN 978-4048741989